# Kris Jenner
Kristen Mary Jenner (tên họ thời con gái: Houghton, /ˈhoʊtən/ HOH-tən, tên họ với chồng cũ: Kardashian; sinh ngày 5 tháng 11 năm 1955) là một nhân vật công chúng nổi tiếng sau khi tham gia vào chương trình truyền hình thực tế Keeping Up with the Kardashians nói về chính gia đình mình.
Kris Jenner từng kết hôn hai lần; lần đầu với luật sư Robert Kardashian, lần thứ hai với người dẫn chương trình, cựu vận động viên đạt huy chương vàng Olympic, Bruce Jenner (hiện tại là Caitlyn sau khi chuyển giới). Bà có bốn người con với Kardashian (Kourtney, Kim, Khloé và Robert) và hai với Jenner (Kendall và Kylie).